# Джиральди, Франко
Фра́нко Джира́льди (итал. Franco Giraldi;11 июля 1931, Комен — 2 декабря 2020, Триест) ─ итальянский кинорежиссёр, сценарист, кинокритик и актёр.
За свою творческую карьеру снял 36 кино- и телефильмов, 11 из них ─ в качестве второго режиссёра, написал сценарии к 21 фильму.

## Биография
Родился 11 июля 1931 года в Комено (совр. город Комен в Словении), входившем в то время в итальянскую провинцию Гориция, Королевства Италия. Его отец был итальянцем из Истрии, мать словенкой из Триеста. Он провел своё детство и юность между Карстом, Триестом и Горицией. Отношения между различными этническими группами и культурами его родины и семьи, в дальнейшем, нашли отражение в творчестве Джиральди.
Во время Второй мировой войны Джиральди сражался в рядах итальянского движения Сопротивления.
Его первый профессиональный контакт с миром кино состоялся в качестве кинокритика на страницах газеты l'Unità, после того как он вместе с Туллио Кезичем и Каллисто Косуличем, стал одним из основателей Киноклуба в Триесте (итал. Circolo del Cinema di Trieste) после войны.
В начале 1950-х годов он переехал в Рим, где работал ассистентом таких режиссёров, как Джузеппе де Сантис, Леопольдо Савона, Джилло Понтекорво, Карло Лиццани и Джулиано Монтальдо.
Франко Джиральди скончался 2 декабря 2020 года в возрасте 89 лет в медицинском учреждении в Триесте, после госпитализации из-за COVID-19.

## Творчество
Дебют Джиральди состоялся в жанре вестерн, сначала в качестве ассистента режиссёра Серджо Леоне в фильме «За пригоршню долларов» (1964). Затем он снял собственные фильмы в стиле «спагетти-вестерн», в которых он приобрёл солидный профессионализм.
Позже Джиральди перешёл к постановке комедий в итальянском стиле, таких как «Большая кукла» (1968) и «Одинокие сердца» (1970), в которых он управлял актёрами с поразительной ловкостью.
Затем он посвятил себя кино, основанному на литературных произведениях, таких как «Зелёная куртка» Марио Солдати,         «Красная роза» Пьера Антонио Куарантотти Гамбини, «Учебный год» Джани Ступарича, «Граница» Франко Вельяни, с искусным портретом окружающей среды и центральноевропейской атмосферой.
Он работал с такими актёрами, как Уго Тоньяцци, Моника Витти, Сента Бергер, Джиджи Пройетти, Ренцо Монтаньяни, Омеро Антонутти, Лаура Моранте, Марианджела Мелато, Рауль Бова, Клаудия Пандольфи, Орнелла Мути, Мария Грация Кучинотта, Габриэлла Пессион, Оттавия Пикколо, Джованни Визентин.
В семидесятые годы он экспериментировал с телевизионной режиссурой, добившись большого успеха у публики и критиков с фильмами «Красная роза» (1973) и «Учебный год» (1977) (награда за лучший фильм и за режиссуру на Пражском телевизионном фестивале 1977 года). Фильм «Зелёная куртка» (1979) считается его лучшей работой.
В последующие годы он много работал для телевидения, для которого снял два детективных сериала «Латинский адвокат» (1997), с Джиджи Пройетти в главной роли, и  «Пепе Карвальо» (1999), по произведениям Мануэля Васкеса Монтальбана.
Тем не менее, он не забыл о кино, к которому он вернулся с фильмами «Граница» (1996) по роману Франко Вельяни, получившим приз «Золотая Гролла» за лучшую операторскую работу на фестивале в Сен-Венсане в 1996 году, и «Голоса» (2000) ─ экранизация одноименного романа Дачи Мараини.

### Работы под псевдонимом
В кинематографе того времени было принято приписывать режиссёрам и актёрам итальянских фильмов англоязычные псевдонимы. В 1964 году Франко Джиральди  в качестве ассистента режиссёра Серджо Леоне участвовал в съёмках фильма «За пригоршню долларов», в титрах он был указан под псевдонимом Фрэнк Престленд.
В своём дебютном фильме «Семь пистолетов МакГрегоров» (1966) Джиральди также использовал псевдоним. Поэтому режиссёр фильма указан в титрах, плакатах и афишах как Фрэнк Грэйфилд. Джиральди выбрал для себя псевдоним Фрэнк Гарфилд, ставший, по простой опечатке, Фрэнком Грэйфилдом, как в фильме до сих пор указывается.
Имя «Фрэнк Гарфилд», в правильном написании, появится только в следующем фильме «7 женщин МакГрегоров» и только для внешнего рынка: на самом деле имя Франко Джиральди уже фигурировало в итальянских копиях.
Из-за использования этого псевдонима в различных биографиях, особенно в Интернете, Джиральди также упоминается как актёр в двух фильмах ужасов Бруно Маттеи: «Ад живых мертвецов» (1980) и «Другой ад» (1981). Эта ошибка возникла из-за псевдонима Фрэнк Гарфилд, который он использовал в начале своей карьеры режиссёра. Этот же псевдоним впоследствии использовал актёр Франко Гарофало, который является фактическим интерпретатором двух упомянутых фильмов.

## Фильмография
| Год  |     | Русское название                                            | Оригинальное название                                        | Примечание                 |
| ---- | --- | ----------------------------------------------------------- | ------------------------------------------------------------ | -------------------------- |
| 1959 | ф   | Ночи пижонов                                                | Le notti dei Teddy Boys                                      | сценарист                  |
| 1960 | ф   | Холостяцкая квартира                                        | La garçonnière                                               | сценарист                  |
| 1962 | ф   | Легенда о Фра Дьяволо                                       | La leggenda di Fra Diavolo                                   | сценарист                  |
| 1964 | ф   | За пригоршню долларов                                       | Per un pugno di dollari                                      | ассистент режиссёра        |
| 1966 | ф   | Семь пистолетов МакГрегоров                                 | 7 pistole per i MacGregor                                    | режиссёр                   |
| 1966 | ф   | Сахарный кольт                                              | Sugar Colt                                                   | режиссёр, сценарист        |
| 1967 | ф   | Семь женщин МакГрегоров                                     | 7 donne per i MacGregor                                      | режиссёр, сценарист        |
| 1967 | ф   | Минута, чтобы помолиться и умереть                          | Un minuto per pregare, un istante per morire                 | режиссёр                   |
| 1968 | ф   | Большая кукла                                               | La bambolona                                                 | режиссёр, сценарист        |
| 1970 | ф   | Одинокие сердца                                             | Cuori solitari                                               | режиссёр, сценарист        |
| 1971 | ф   | Суперсвидетель                                              | La supertestimone                                            | режиссёр                   |
| 1972 | ф   | Порядок есть порядок                                        | Gli ordini sono ordini                                       | режиссёр                   |
| 1973 | ф   | Красная роза                                                | La rosa rossa                                                | режиссёр                   |
| 1976 | ф   | Пораженная неожиданным богатством                           | Colpita da improvviso benessere                              | режиссёр                   |
| 1977 | тф  | Учебный год                                                 | Un anno di scuola                                            | режиссёр, сценарист, актёр |
| 1979 | тф  | Зелёная куртка                                              | La giacca verde                                              | режиссёр, сценарист        |
| 1981 | тф  | Иванов                                                      | Ivanov                                                       | режиссёр                   |
| 1984 | тф  | Мой сын не умеет читать                                     | Mio figlio non sa leggere                                    | режиссёр, сценарист        |
| 1984 | док | Прощание с Энрико Берлингуэром                              | L'addio a Enrico Berlinguer                                  | режиссёр                   |
| 1985 | с   | Корсар                                                      | Il corsaro                                                   | режиссёр                   |
| 1985 | с   | Воровка Изабелла                                            | Isabella la ladra                                            | режиссёр, сценарист        |
| 1989 | тф  | Лгунья                                                      | La bugiarda                                                  | режиссёр, сценарист        |
| 1995 | док | Рим двенадцатое ноября 1994 года                            | Roma dodici novembre 1994                                    | режиссёр                   |
| 1996 | ф   | Граница                                                     | La frontiera                                                 | режиссёр, сценарист        |
| 1997 | с   | Латинский адвокат                                           | Avvocato Porta                                               | режиссёр                   |
| 2000 | ф   | Голоса                                                      | Voci                                                         | режиссёр, сценарист        |
| 2001 | док | Другой мир возможен                                         | Un altro mondo è possibile                                   | режиссёр                   |
| 2002 | док | Весна 2002 года ─ Италия протестует, Италия останавливается | La primavera del 2002 ─ L'Italia protesta, l'Italia si ferma | режиссёр                   |
| 2003 | док | Флоренция, наше будущее                                     | Firenze, il nostro domani                                    | режиссёр, сценарист        |

## Награды и признание

### Кинопремии
| Награда | Год  | Категория                                      | Фильм                             | Результат |
| --- | ---- | ---------------------------------------------- | --------------------------------- | --------- |
| Золотая Харибда Международного кинофестиваля в Таормине                                                                               | 1973 | Лучший фильм                                   | Красная роза                      | Номинация |
| Специальный приз жюри Международного кинофестиваля в Таормине                                                                         | 1973 | Лучший фильм                                   | Красная роза                      | Победа    |
| Приз Международного кинофестиваля молодёжного кино в Турине                                                                           | 1995 | Лучший итальянский короткометражный фильм года | Рим двенадцатого ноября 1994 года | Номинация |
| Специальный приз жюри ─ Особое упоминание Международного кинофестиваля молодёжного кино в Турине                                      | 1995 | Лучший итальянский короткометражный фильм года | Рим двенадцатого ноября 1994 года | Победа    |
| Премия «Первый год» (итал. il Premio Anno uno) Международного фестиваля кино и искусств «Тысяча глаз» (итал. I Mille Occhi) в Триесте | 2018 | За личный вклад в развитие кинематографа       |                                   | Победа    |